# Verdrag van Wenen (1725)
Het Verdrag van Wenen werd ondertekend op 30 april 1725. Het was een overeenkomst tussen keizer Karel VI van het Heilige Roomse Rijk en koning Filips V van Spanje.
Het verdrag verzekerde de Pragmatiëke Sanctie van de Habsburgers, die voor het eerst in 1713 was verordend. Op basis van de voorwaarden van het verdrag gaf de Habsburgse monarchie alle aanspraken op de Spaanse troon op. Bovendien beloofde Oostenrijk om Spanje te helpen bij het terugveroveren van Gibraltar van het Britse rijk. In ruil gaf Spanje de Oostendse Compagnie in zijn koloniën dezelfde rechten als aan de Nederlandse en Engelse compagnieën.
In het volgende jaar, 1726 sloten de keurvorsten van Saksen en Beieren en het keizerrijk Rusland zich bij het verdrag van Wenen aan.
Daarnaast werd in Wenen overeenstemming bereikt over een toekomstig huwelijk tussen de oudste zoon van Elisabeth Farnese, Carlos, de toekomstige Karel III van Spanje, en de toekomstige keizerin Maria Theresia van Oostenrijk. Het huwelijk zou overigens niet voltrokken worden.
De Spaanse onderhandelaar was Johan Willem Ripperda, een Groninger jonker in Spaanse dienst, die bij zijn terugkeer tot eerste minister van Spanje werd benoemd.

## Reactie
Als reactie op deze alliantie werd op 3 september 1725 de Alliantie van Herrhausen tussen Groot-Brittannië, Frankrijk en Brandenburg-Pruisen ondertekend. Pruisen wisselde echter in 1728 bij het Verdrag van Berlijn al snel van kamp. Het koos de kant van de keizer. Afgezien van de Engels-Spaanse Oorlog (1727-1729), toen Spanje met Oostenrijkse hulp Gibraltar op 11 februari 1727 aanviel, kwam het niet tot een algehele oorlog tussen de twee allianties. 
Een nieuw Verdrag van Wenen maakte in 1731 een einde aan dit systeem van allianties. 